# Antonio Zarzana
Antonio Zarzana Pérez (Jerez de la Frontera, 21 marzo 2002) è un calciatore spagnolo, attaccante del Volo.

## Carriera

### Club
Cresciuto nel settore giovanile del Siviglia, ha esordito in prima squadra il 15 dicembre 2020, in occasione dell'incontro di Coppa del Re vinto 3-0 in trasferta contro il Ciudad de Lucena.
Il 10 agosto 2022 è passato in prestito al Marítimo fino al termine della stagione. Ha esordito in Primeira Liga il 15 agosto successivo, nell'incontro perso per 1-2 contro il Chaves.

### Nazionale
Ha rappresentato le nazionali giovanili spagnoli.

## Statistiche

### Presenze e reti nei club
Statistiche aggiornate al 4 settembre 2022.
| Stagione        | Squadra           | Campionato      | Campionato | Campionato | Coppe nazionali | Coppe nazionali | Coppe nazionali | Coppe continentali | Coppe continentali | Coppe continentali | Altre coppe | Altre coppe | Altre coppe | Totale | Totale |
| Stagione        | Squadra           | Comp            | Pres       | Reti       | Comp            | Pres            | Reti            | Comp               | Pres               | Reti               | Comp        | Pres        | Reti        | Pres   | Reti   |
| --------------- | ----------------- | --------------- | ---------- | ---------- | --------------- | --------------- | --------------- | ------------------ | ------------------ | ------------------ | ----------- | ----------- | ----------- | ------ | ------ |
| 2017-2018       | Siviglia Atlético | SD              | 1          | 0          |                 | -               | -               |                    | -                  | -                  |             | -           | -           | 23     | 3      |
| 2020-2021       | Siviglia Atlético | SDB             | 7+4        | 0          |                 | -               | -               |                    | -                  | -                  |             | -           | -           | 11     | 0      |
| 2021-2022       | Siviglia Atlético | PDR             | 30         | 2          |                 | -               | -               |                    | -                  | -                  |             | -           | -           | 30     | 2      |
| 2020-2021       | Siviglia          | PD              | 0          | 0          | CR              | 1               | 0               | UCL                | 0                  | 0                  |             | -           | -           | 1      | 0      |
| 2021-2022       | Siviglia          | PD              | 0          | 0          | CR              | 1               | 0               | UCL+UEL            | 0                  | 0                  |             | -           | -           | 1      | 0      |
| 2022-2023       | Marítimo          | PL              | 4          | 0          | CP+CdL          | 0               | 0               |                    | -                  | -                  |             | -           | -           | 4      | 0      |
| Totale carriera | Totale carriera   | Totale carriera | 46         | 2          |                 | 2               | 0               |                    | 0                  | 0                  |             | -           | -           | 48     | 2      |